# Skrull
De Skrull of Skrulls zijn een buitenaards ras in de stripverhalen van Marvel Comics. Het ras is bedacht door Stan Lee en Jack Kirby en kwam voor het eerst voor in Fantastic Four nr. 2.
De Nederlands stem van de Skrulls waren Hans Hoekman en Dieter Jansen.

## Organisatie
Het ras vertegenwoordigt samen met de Shi'ar en de Kree een van de drie heersende mogendheden in het (Marvel) Universum.

## Uiterlijk
Dit ras bestaat uit humanoïde padachtigen die een groene huidskleur hebben en een kenmerkende frommellip. De gemiddelde lengte is rond de één meter vijftig en het gewicht is minder dan dat van een mens. Alle leden van dit ras kunnen van vorm veranderen.

## Bekende Skrulls
Bekende Skrulls zijn Talos, Lyrra en Superskrull.

## In andere media

### Marvel Cinematic Universe
Sinds 2019 verschijnen de Skrulls in het Marvel Cinematic Universe, gevlucht vanuit hun vernietigde planeet Skrullos door de Kree. Enkele bekende Skrulls in de films en televisieseries zijn: Talos (gespeeld door Ben Mendelsohn, Gravik (gespeeld door Kingsley Ben-Adir), G'iah (gespeeld door Emilia Clarke), Pagon (gespeeld door Killian Scott), Soren (gespeeld door Sharon Blynn en Charlotte Baker), Raava (gespeeld door Nisha Aaliya), Varra (gespeeld door Charlayne Woodard), Beto (gespeeld door Samuel Adewunmi, Kreega (gespeeld door Irmena Chichikova) en John Brogan (gespeeld door Ben Steel). Ook verkregen enkele Skrulls superkrachten waardoor ze Super-Skrulls worden. De Skrulls komen onder andere voor in de volgende films en televisieseries:
- Captain Marvel (2019)
- Spider-Man: Far From Home (2019)
- WandaVision (2021)
- Loki (2021)
- What If...? (2021)
- Secret Invasion (2023)
- The Marvels (2023)

### Films
Onder de naam Chitauri doen de Skrulls mee in de films Ultimate Avengers, Ultimate Avengers 2 en The Avengers.

### Televisieseries
De Skrulls komen voor in de animatieseries X-Men, Silver Surfer en The Super Hero Squad Show.